# Espinassa de Truèire
Espinasse és un municipi francès, situat a la regió d'Alvèrnia-Roine-Alps, al departament de Cantal. Està situat a l'Aubrac.